# フラコ・ヒメネス
レオナルド・"フラコ"・ヒメネス（Leonardo "Flaco" Jiménez, 1939年3月11日 - 2025年7月31日）は、アメリカ合衆国テキサス州サンアントニオ出身のアコーディオン奏者、歌手。地元であるメキシコとの国境地域に根付いたテハノ・ミュージックやノルテーニョ・ミュージック（英語: Norteño (music)）やコンフント（英語: Conjunto）といった音楽ジャンルの名アコーディオン奏者であるが、ジャンルの壁を越え多くの有名アーティストとのコラボレーションをしていることでも知られる。

## 来歴
1939年3月11日、コンフントのパイオニアであるサンティアゴ・ヒメネス・スィニア（Santiago Jiménez, Sr.）の息子として生まれる。7歳頃には既に父のバンドで共に演奏する形で音楽キャリアを開始しており、また、かつて父に付けられていたニックネームでもある「フラコ」の名を引き継ぎ、フラコ・ヒメネスと呼ばれるようになっていた。
地元サンアントニオのミュージシャンやバンドと共に酒場やダンスホール等で演奏しながらアコーディオンの腕を磨き、徐々に評判を高め、1960年代には、サー・ダグラス・クインテット（英語: Sir Douglas Quintet）の創始メンバーであるダグ・サームと共に演奏するようになり、その後、ニューヨークに進出しボブ・ディランやドクター・ジョンと協演。その後も、ライ・クーダー他多くの有名ミュージシャンと協演することで、コンフントという音楽ジャンルを新たな聴衆に広め続けた。
1987年2月の第29回グラミー賞において、「Best Mexican-American Performance」部門で賞を受賞。
1990年、ダグ・サーム他のミュージシャン達と共に、ロックやカントリーと様々なメキシコスタイル音楽とを融合した音楽を創造するテハノ音楽バンド「テキサス・トルネイドズ（英語: Texas Tornados）」を結成。同バンドは、1991年2月の第33回グラミー賞において、「Best Mexican-American Performance」部門で賞を受賞。
1996年2月の第38回グラミー賞において、フラコ・ヒメネス個人として「Best Mexican-American/Tejano Music Performance」部門で賞を受賞。
1999年2月の第41回グラミー賞において、フラコ・ヒメネス個人として「Best Tejano Music Performance」部門で賞を受賞すると共に、ラテンアメリカ系スーパーグループ「ロス・スーパー・セブン（英語: Los Super Seven）」のメンバーとしても「Best Mexican-American Music Performance」部門で賞を受賞。
2012年、アメリカ合衆国版人間国宝とも言えるナショナル・ヘリテージ・フェローシップを受賞。その授賞式の為にサンアントニオからワシントンD.C.を訪れた際、NPRの「Tiny Desk Concert」でもパフォーマンスを披露し、健在ぶりを示した。
2014年12月、2015年の第57回グラミー賞の「Lifetime Achievement Award」（生涯業績賞）受賞者の1人として選ばれた。
2025年7月31日夜、息子の家で死去。86歳没。

## 評価
ジャンルの壁を越えた多くのミュージシャン達との協演や、様々な音楽要素を取り込むことで、コンフント音楽の境界を広げ発展させ、サンアントニオのコミュニティ内に留まらず全米や世界の聴衆にコンフント音楽を広めたテハノ・アコーディオン奏者ということで、アメリカ合衆国版人間国宝とも言えるナショナル・ヘリテージ・フェローシップを受賞している。

## ディスコグラフィ

### スタジオ・アルバム
- Flaco & Max: Legends & Legacies (2014)[7][注 2]